# لا پبلا د منترنس
لا پبلا د منترنس (به اسپانیایی: La Pobla de Montornès) یک شهرستان در اسپانیا است که در استان تاراگونا واقع شده‌است.

## خصوصیات
لا پبلا د منترنس ۱۲٫۳ کیلومترمربع مساحت و ۲٬۸۸۸ نفر جمعیت دارد و ۶۷ متر بالاتر از سطح دریا واقع شده‌است.